# Championnat d'Océanie féminin de football des moins de 16 ans

Ancien logo

Le Championnat d'Océanie de football féminin des moins de 16 ans est une compétition continentale organisée par la Confédération du football d'Océanie et opposant les sélections des moins de 16 ans. La compétition sert de tournoi qualificatif pour désigner l'équipe océanienne participant à la Coupe du monde de football féminin des moins de 17 ans. La compétition est jusqu'en 2016 le Championnat d'Océanie féminin de football des moins de 17 ans.

## Palmarès
| Édition | Année | Pays organisateur | Champion                                             | Vice-champion                                        | Troisième                                            |
| ------- | ----- | ----------------- | ---------------------------------------------------- | ---------------------------------------------------- | ---------------------------------------------------- |
| 1re     | 2010  | Nouvelle-Zélande  | Nouvelle-Zélande                                     | Salomon                                              | Papouasie-Nouvelle-Guinée                            |
| 2e      | 2012  | Nouvelle-Zélande  | Nouvelle-Zélande                                     | Papouasie-Nouvelle-Guinée                            | Îles Cook                                            |
| 3e      | 2016  | Nouvelle-Zélande  | Nouvelle-Zélande                                     | Papouasie-Nouvelle-Guinée                            | Fidji                                                |
| 4e      | 2017  | Samoa             | Nouvelle-Zélande                                     | Nouvelle-Calédonie                                   | Fidji                                                |
| -       | 2020  | Tahiti            | Édition annulée en raison de la pandémie de Covid-19 | Édition annulée en raison de la pandémie de Covid-19 | Édition annulée en raison de la pandémie de Covid-19 |
| -       | 2022  | Tahiti            | Édition annulée en raison de la pandémie de Covid-19 | Édition annulée en raison de la pandémie de Covid-19 | Édition annulée en raison de la pandémie de Covid-19 |
| 5e      | 2023  | Tahiti            | Nouvelle-Zélande                                     | Fidji                                                | Tahiti                                               |
| 6e      | 2024  | Fidji             | Nouvelle-Zélande                                     | Samoa                                                | Tonga                                                |